# Landvetter-Härryda pastorat
Landvetter-Härryda pastorat är ett pastorat i Mölndals och Partille kontrakt i Göteborgs stift i Härryda kommun i Västra Götalands län. 
Pastoratet omfattar nedanstående församlingar och har haft denna omfattning sedan 1921:
- Landvetters församling
- Härryda församling

Pastoratskod är 081803.